# Стенвейкерланд
Стенвейкерланд (нидерл.  Steenwijkerland) — община в провинции Оверэйссел (Нидерланды).

## Состав
Община состоит из следующих деревень (в скобках указано население на 2019 год):
- Барло (45)
- Барс (90)
- Бассе (255)
- Белт-Схютслот (585)
- Бланкенхам (320)
- Блокзейл (1 375)
- Де-Бёйлт (345)
- Де-Пол (195)
- Эсвен (600)
- Гитхорн (2 765)
- Эйсселхам (85)
- Каленберг (225)
- Калленкоте (305)
- Кёйнре (925)
- Марейенкампен (165)
- Недерланд (20)
- Олдемаркт (2 590)
- Онна (320)
- Оссензейл (540)
- Пасло (405)
- Схерволде (485)
- Синт-Янсклостер (2 455)
- Стенвейк (17 155)
- Стенвейкерволд (1 900)
- Тюк (2 070)
- Волленхове (4 240)
- Ваннепервен (1 710)
- Ветеринг (175)
- Виллемсорд (855)
- Витте-Парден (200)
- Зёйдвен (615)

## География
Территория общины занимает 321,59 км². На 1 августа 2020 года в общине проживало 44 258 человек.